# Selina Heregger
Selina Heregger (ur. 29 kwietnia 1977 w Lienzu) – austriacka narciarka alpejska, brązowa medalistka mistrzostw świata i trzykrotna medalistka mistrzostw świata juniorek.

## Kariera
Po raz pierwszy na arenie międzynarodowej pojawiła się 19 grudnia 1994 roku w Val Thorens, gdzie w zawodach FIS Race zajęła 20. miejsce w gigancie. W 1995 roku wystartowała na mistrzostwach świata juniorów w Voss, gdzie jej najlepszym wynikiem było czternaste miejsce w gigancie. Podczas rozgrywanych rok później mistrzostw świata juniorów w Schwyz zdobyła złoty medal w zjeździe i kombinacji, a w gigancie była druga.
W zawodach Pucharu Świata zadebiutowała 20 grudnia 1995 roku w Veysonnaz, zajmując 45. miejsce w supergigancie. Pierwsze pucharowe punkty wywalczyła 9 marca 1996 roku w Kvitfjell, zajmując 19. miejsce w gigancie. Na podium zawodów PŚ po raz pierwszy stanęła 2 lutego 2002 roku w Åre, zajmując drugie miejsce w zjeździe. W zawodach tych rozdzieliła Austriaczkę Renate Götschl i Włoszkę Isolde Kostner. Na podium stanęła także dzień później, zajmując trzecie miejsce w kombinacji, plasując się za Götschl i Janette Hargin ze Szwecji. Najlepsze wyniki osiągnęła w sezonie 2001/2002, kiedy to w klasyfikacji generalnej zajęła 17. miejsce, w klasyfikacji kombinacji była siódma, a w klasyfikacji zjazdu była ósma.
Na mistrzostwach świata w St. Anton w 2001 roku wywalczyła brązowy medal w gigancie. W zawodach tych lepsze były tylko jej rodaczki: Michaela Dorfmeister i Renate Götschl. Był to jej jedyny start na imprezie tego cyklu. W 2002 roku wystartowała na igrzyskach olimpijskich w Salt Lake City, gdzie była szósta w zjeździe i jedenasta w kombinacji.
W 2005 roku zakończyła karierę.

## Osiągnięcia

### Igrzyska olimpijskie
| Miejsce | Dzień     | Rok  | Miejscowość    | Konkurencja | Czas biegu | Strata | Zwyciężczyni     |
| ------- | --------- | ---- | -------------- | ----------- | ---------- | ------ | ---------------- |
| 6.      | 12 lutego | 2002 | Salt Lake City | Zjazd       | 1:39,56    | +1,00  | Carole Montillet |
| 11.     | 14 lutego | 2002 | Salt Lake City | Kombinacja  | 2:43,28    | +6,41  | Janica Kostelić  |
| DNF2    | 22 lutego | 2002 | Salt Lake City | Gigant      | 2:30,01    | -      | Janica Kostelić  |

### Mistrzostwa świata
| Miejsce | Dzień    | Rok  | Miejscowość | Konkurencja | Czas biegu | Strata | Zwyciężczyni         |
| ------- | -------- | ---- | ----------- | ----------- | ---------- | ------ | -------------------- |
| 3.      | 6 lutego | 2001 | St. Anton   | Zjazd       | 1:36,20    | +0,17  | Michaela Dorfmeister |

### Mistrzostwa świata juniorów
| Miejsce | Dzień     | Rok  | Miejscowość | Konkurencja | Czas biegu | Strata | Zwyciężczyni     |
| ------- | --------- | ---- | ----------- | ----------- | ---------- | ------ | ---------------- |
| 29.     | 16 marca  | 1995 | Voss        | Zjazd       | 1:26,23    | +2,85  | Sylviane Berthod |
| DNF1    | 18 marca  | 1995 | Voss        | Slalom      | 1:22,12    | -      | Marlies Oester   |
| 14.     | 20 marca  | 1995 | Voss        | Gigant      | 2:02,46    | +2,37  | Karin Roten      |
| 1.      | 27 lutego | 1996 | Schwyz      | Zjazd       | 1:34,10    | -      | -                |
| 5.      | 28 lutego | 1996 | Schwyz      | Supergigant | 1:31,50    | +1,50  | Sylviane Berthod |
| 2.      | 29 lutego | 1996 | Schwyz      | Gigant      | 2:07,15    | +0,81  | Karen Putzer     |
| 27.     | 2 marca   | 1996 | Schwyz      | Slalom      | 1:43,79    | +7,43  | Sandra Hälldahl  |

### Puchar Świata

#### Miejsca w klasyfikacji generalnej
- sezon 1998/1999: 78.
- sezon 1999/2000: 67.
- sezon 2000/2001: 29.
- sezon 2001/2002: 17.
- sezon 2002/2003: 87.
- sezon 2003/2004: 104.
- sezon 2004/2005: 107.

#### Miejsca na podium w zawodach
1. Åre – 3 lutego 2002 (kombinacja) – 3. miejsce
2. Åre – 2 lutego 2002 (zjazd) – 2. miejsce